# Stevie Starr
Stevie Starr (nacido el 13 de diciembre de 1962) es un artista escocés conocido por ser un regurgitador profesional. En sus actos, se traga varios artículos, como monedas, bombillas, globos, clavos, bolas de billar, azúcar seca, líquido para encendedores y peces dorados, y luego los regurgita. La inverosimilitud de algunas de sus actuaciones, como la regurgitación de un cubo de Rubik «resuelto», ha llevado a algunos observadores a creer que es un ilusionista. Starr apareció en The Tonight Show with Jay Leno, Late Show with David Letterman y Late Night with Jimmy Fallon. El artista da numerosos espectáculos en todo el mundo.

## Biografía
Nació en Glasgow, Escocia, y creció en un hogar infantil de la ciudad. Afirma que desarrolló su talento para esconder dinero, robar tiendas de dulces y dar demostraciones de tragar tiza en el aula de una escuela. Aunque dijo que era el único regurgitador profesional en el mundo, se conocen otros artistas (históricos y contemporáneos) que muestran regurgitación. Uno de ellos fue Hadji Ali.

## Apariciones en televisión
En 2010, Starr participó en el casting para la cuarta edición de Britain's Got Talent. Apareció en un episodio del 24 de abril de 2010, tragando monedas numeradas y bolas de billar y escupiéndolas en el orden elegido por el jurado. Llegó a la semifinal, durante la cual se tragó el anillo de compromiso de Amanda Holden, seguido de un candado cerrado. Al final de la actuación, escupió un candado con un anillo sujeto y luego una llave. Finalmente, terminó cuarto en la votación de la audiencia sin llegar a la final. También participó en la versión alemana del programa, Das Supertalent. Terminó tercero en la semifinal y avanzó a la final. En octubre de 2011 apareció en la versión checo-eslovaca del programa Česko Slovensko má talent, donde llegó a la final, y en octubre de 2013 en la versión italiana, Italia's Got Talent en la que llegó a las semifinales. En enero de 2015, apareció en la novena temporada de la versión francesa La France a un incroyable talent, donde llegó a la final, ocupando el cuarto lugar.